# Julie Coulaud
Julie Coulaud (née le 7 août 1982 à Saint-Chamond) est une athlète française, spécialiste du steeple, elle est affiliée à l'Entente Grand Mulhouse Athlé.
En 2007, elle est sélectionnée en équipe de France aux Championnats du monde d'athlétisme 2007.

## Biographie
En 2007, elle décide de privilégier le 3 000 mètres steeple, discipline où il lui parait plus facile de réaliser les minima qualificatifs pour les Championnats du monde d'Osaka. Elle s'entraîne cette année-là avec Joseph Mahmoud, ex-recordman d'Europe de la discipline. 
Pour sa première sortie estivale, lors du meeting de Lille-Métropole qui fait partie du Lagardère Athlé Tour, elle établit un nouveau record de France, avec un temps qui la qualifie également pour le mondial. Ce temps a depuis été battu par Sophie Duarte qui sera également présente à Osaka.
Depuis la fin des championnats d'Osaka, elle a mis un terme à sa collaboration avec Joseph Mahmoud.
Depuis janvier 2008, elle s'entraine avec le responsable de demi-fond français et entraineur national Patrice Binelli, spécialiste du steeple.
Elle a été sélectionnée à 7 reprises en équipe de France.
Le 1er juillet 2008, le site www.lequipe.fr annonce la présence des traces de testostérone, anabolisant de synthèse, dans ses urines lors d'un test probablement réalisé à Font-Romeu le 31 mai 2008. La contre-expertise du 18 juillet 2008 s'est avérée positive. Elle a été condamnée à 3 ans de suspension. Elle a décidé d'arrêter l'athlétisme après une condamnation à 4 mois de prison avec sursis.
Le 27 janvier 2013, elle remporte le Championnat d'Alsace de cross-country, puis les Interrégionaux Nord-Est de cross-country le 17 février.
Julie est la sœur de la coureuse de demi-fond Aurélie Coulaud
.

## Club
- Coquelicot 42
- SCO Ste-Marguerite de Marseille
- Entente Grand Mulhouse Athlé

## Palmarès

### Championnats d'Europe de cross-country
- Championnats d'Europe de cross-country 2007 à Toro ( Espagne)  
  -  Médaille d'argent

### Championnat de France de cross-country
- Championne de France de cross long en 2006
- Vice-championne de France de cross long en 2007
- Troisième des championnats de France sur cross court en 2002, 2003, et 2005